# 蘭蓉郷
蘭蓉郷（らんようきょう）は中華人民共和国湖南省邵陽市城歩ミャオ族自治県の郷。

## 行政区画
- 塘源村
- 尖頭田村
- 報木坪村
- 新寨村
- 水坪村
- 会竜村
- 水源村
- 青雲村
- 黔峰村

## 経済

### 名物特・産品
- マンガン
- ケイ素

## 地理
蘭蓉郷は城歩ミャオ族自治県東部に位置し、北は茅坪鎮と、東北は新寧県と、南は白毛坪鎮と、西は儒林鎮と、東南は広西チワン族自治区とそれぞれ接している。
- 山：二宝頂（2021メートル）、風雨殿（1855メートル）、三天星（1222メートル）